# Лудвиг III (Вюртемберг)
Лудвиг III фон Вюртемберг (на немски: Ludwig III von Württemberg; * 1166; † ок. 1241) от Дом Вюртемберг, е граф на Вюртемберг от 1194 до 1241 г. заедно с брат си Хартман I.

## Биография
Той е вторият син на граф Лудвиг II фон Вюртемберг (1137 – 1181) и съпругата му Вилибирг фон Кирхберг (1142 – 1179), дъщеря на граф Хартман III фон Кирхберг.
Лудвиг III и брат му Хартман I са споменавани в документи на Ото IV. Лудвиг участва през 1194 г. при завладяването на Сицилия от император Хайнрих VI. След издигането на Фридрих II фон Хоенщауфен за крал и император, той заедно с брат си подкрепя Хоенщауфените. Двамата са при важни имперски преговори при Фридрих II и неговия син и съкрал Хайнрих (VII).

## Фамилия
Лудвиг III се жени ок. 1184 г. за жена фон Дилинген, дъщеря на граф Адалберт III фон Дилинген († 1214) и съпругата му Хайлика II фон Вителсбах († сл. 1180), или на граф Улрих III фон Кибург-Дилинген.